# Château de Downton
Downton Castle est une maison de campagne du XVIIIe siècle classée située dans la paroisse de Downton on the Rock dans le Herefordshire, en Angleterre, située à environ 5 milles (8 km) à l'ouest de Ludlow, Shropshire.

## Description

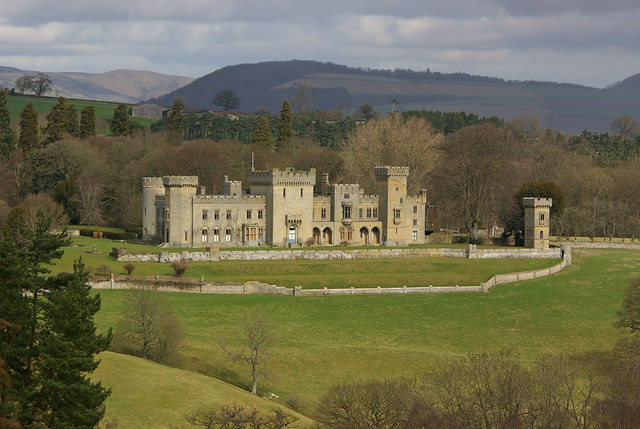
Château de Downton en 2010

La façade d'entrée orientée au sud présente une tour carrée centrale, six travées à gauche se terminant par une tour octogonale et cinq travées à droite flanquées d'une tour carrée, l'ensemble ressemblant à un château médiéval aux parapets crénelés. Pevsner considère que l'inspiration vient des maisons semi-fortifiées françaises dans les peintures de Claude Gellée ou Gaspard Dughet.

## Histoire
Le domaine de Downton est acquis par Richard Knight (1659–1749), un riche maître de forges de Madeley, Shropshire, et propriétaire de la Bringewood Ironworks. Il passe à son petit-fils, l'amateur d'art et député Richard Payne Knight (1750-1824), qui reconstruit la maison dans le style néo-gothique. Payne Knight est un passionné du style pittoresque et charge le paysagiste Thomas Hearne (en) de produire des plans du jardin. La construction commence en 1772/3 et est en grande partie achevée en 1778.
En 1824, l'horticultrice Charlotte Knight (botaniste) (vers 1801-1843), nièce de Payne Knight, fille et héritière de son frère, le botaniste Thomas Andrew Knight reprend le domaine. Elle est l'épouse de William Edward Rouse-Boughton, 2e et 10e baronnet (1788-1856), de Downton Hall, Stanton Lacy, Shropshire, (environ 6 milles (10 km) au NE de Downton Castle), un député d'Evesham dans le Worcestershire. Comme son fils aîné est l'héritier des domaines de son père et de deux titres de baronnet, elle lègue le domaine de Downton Castle à leur deuxième fils Andrew Johnes Rouse-Boughton-Knight (1826-1909), qui adopte en 1857 le nom de famille supplémentaire de Knight. Il est haut shérif du Herefordshire en 1860 et à cette époque commence des améliorations et des extensions de la maison, notamment une nouvelle entrée et un porche, une tour nord-ouest et une chapelle. Il ajoute des jardins en terrasses en 1865 à la conception de WA Nesfield. En 1881, la famille y réside avec douze serviteurs. Il meurt à Downton Castle en 1909.
Pendant la Seconde Guerre mondiale, les élèves du Lancing College, un pensionnat de la côte sud, sont évacués vers Downton Castle alors que l'école est reprise en tant que centre de formation navale, le HMS King Alfred. Le château reste en possession de la famille Payne-Knight jusqu'en 1986, date à laquelle il est vendu avec son domaine de 5 000 acres (2 000 hectares) à la famille Primat co-héritière de la fortune Schlumberger. Il reste une maison privée et n'est pas ouvert au public.